# Овочі
О́вочі або горóдина (сукупно — овоче́ві культу́ри) — поняття-клас рослин (культур) і їхні певні їстівні частини (плоди, коренеплоди, насіння тощо). Овочі часто протиставляють солодким фруктам, ягодам та різноманітному насінню і спеціям. Поняття овочів та їх відмінність від фруктів визначені нечітко та не є науковими, тим не менш термін широко використовується в кулінарії. Овочами можуть бути практично будь-які частини рослини, зокрема листя, плоди, квітки, коренеплоди, стебла, бульби, до них також зазвичай відносять гриби, що не є рослинами. Багато овочів зазвичай вживаються в їжу сирими, тоді як інші готуються різноманітними способами.
За ДСТУ 2175-93:
Овочі — соковиті органи (бруньки, стебла, пагони, листки, суцвіття, плоди, коренеплоди, корені, цибулини, стеблоплоди) трав'янистих рослин, які використовують як продукти харчування і сировину для технічної переробки.
Хоча більшість мов мають терміни, у широкому сенсі аналогічні українському терміну «овочі», віднесення конкретних частин рослин до цієї категорії залежить від місцевих кулінарних традицій. Наприклад, у Бразилії авокадо традиційно вживають у їжу з цукром як десерт або додають до молочних коктейлів, і тому вважають фруктом, тоді як у Мексиці та США авокадо додається до салатів і соусів та вважається овочем.

## Етимологія
Слово «овоч» (д.-рус. овошть — плід; заст. овощ) ввійшло в активний вжиток в українську мову в кінці XIV століття. Цим словом позначались як плоди рослин і фрукти, так і процес їх росту і дозрівання. В українській мові «овочами» зазвичай називали саме фрукти (садовину́), а овочі називали «горо́диною» (див. праці С. Караванського). Також існує діал. ярина́.

## Класифікація

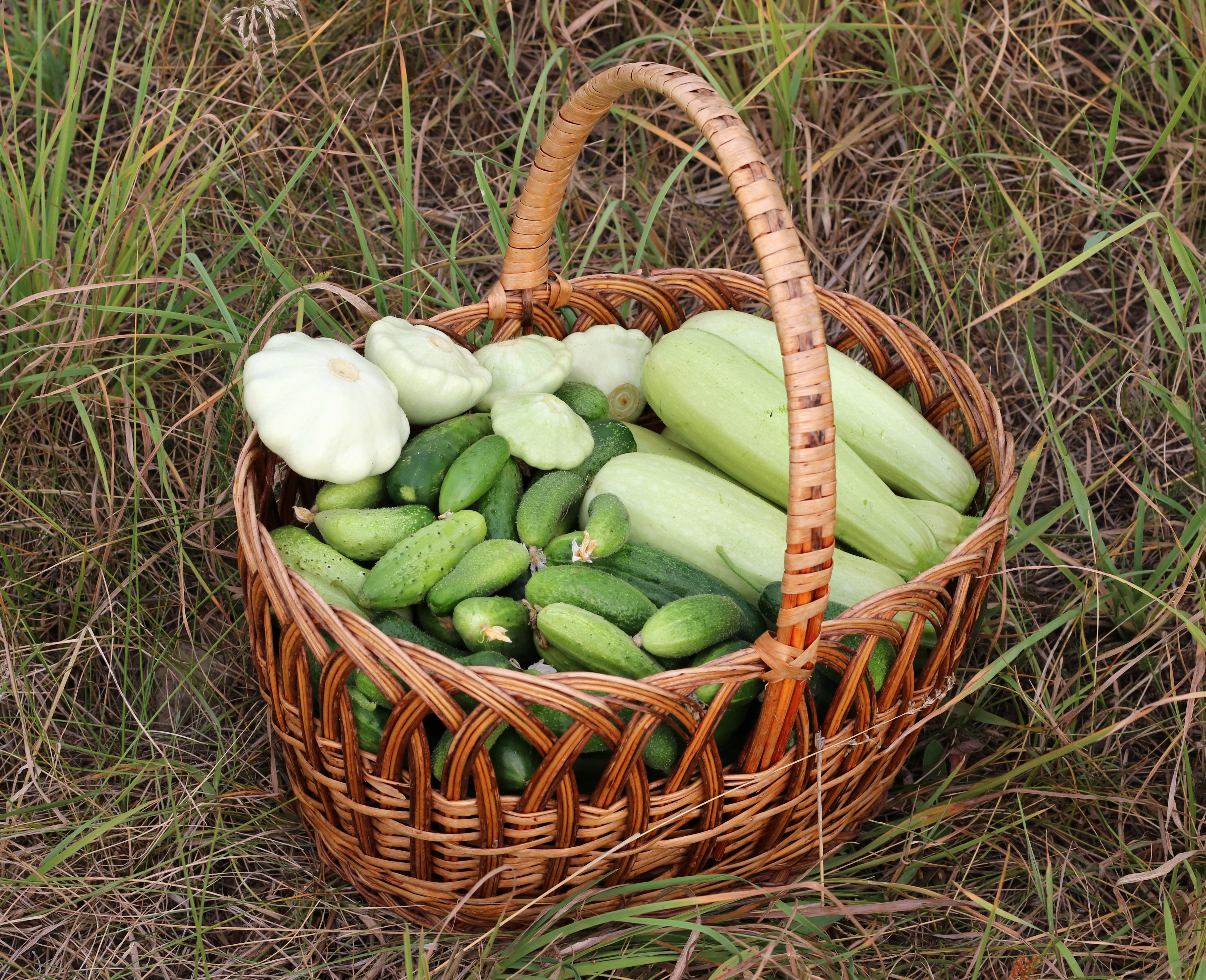
Кошик з овочами. Огірки, кабачки і патисони. Україна

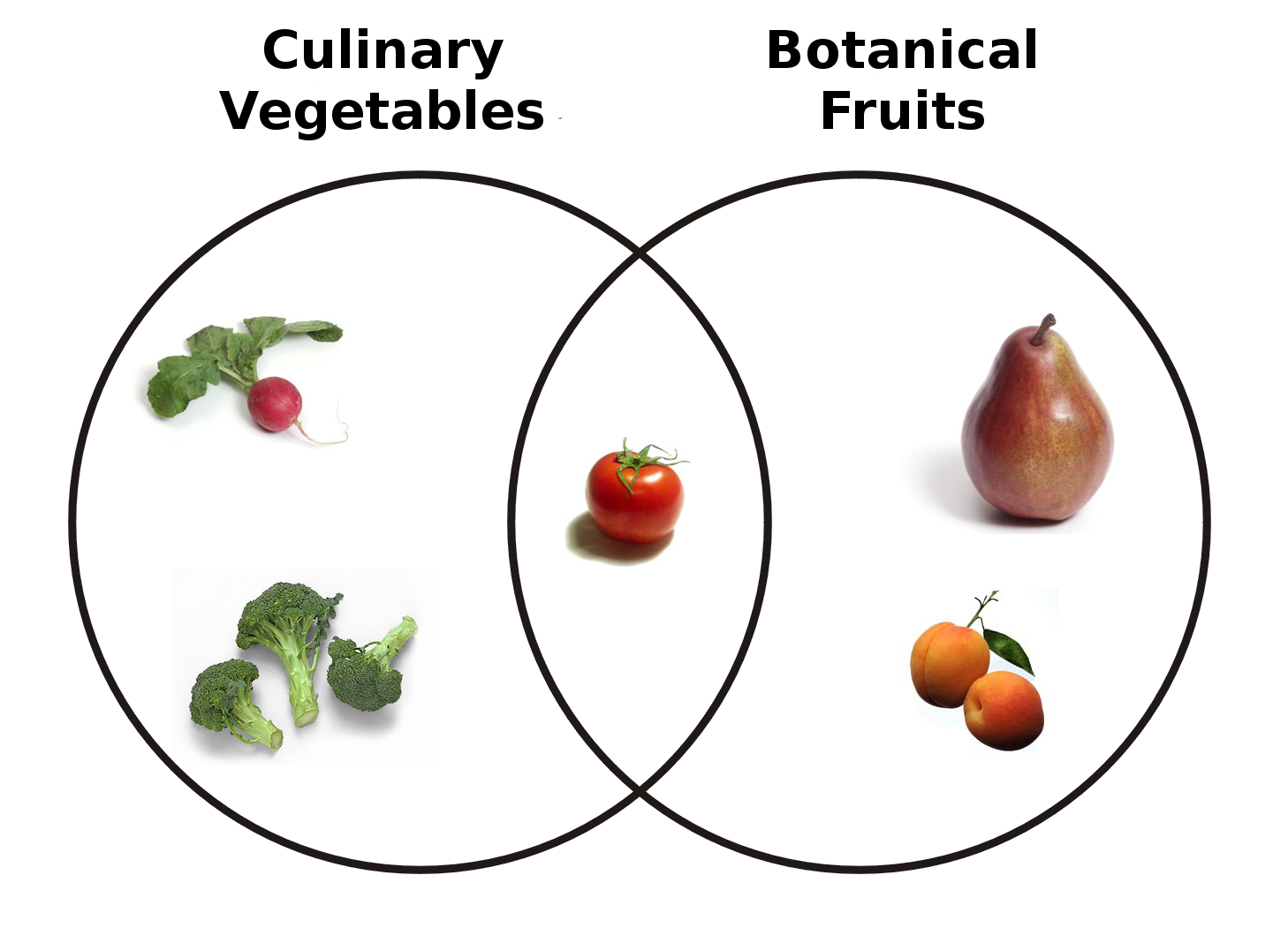
Діаграма Венна показує накладання поняття «овочі» у кулінарному розумінні та «фрукти» у ботанічному розумінні.

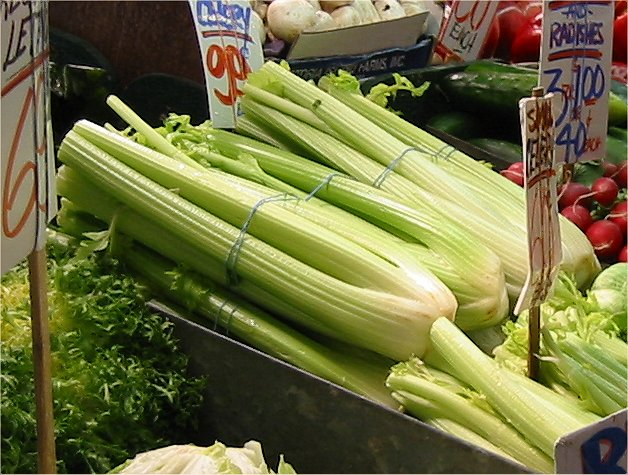
Їстівні черешки селери

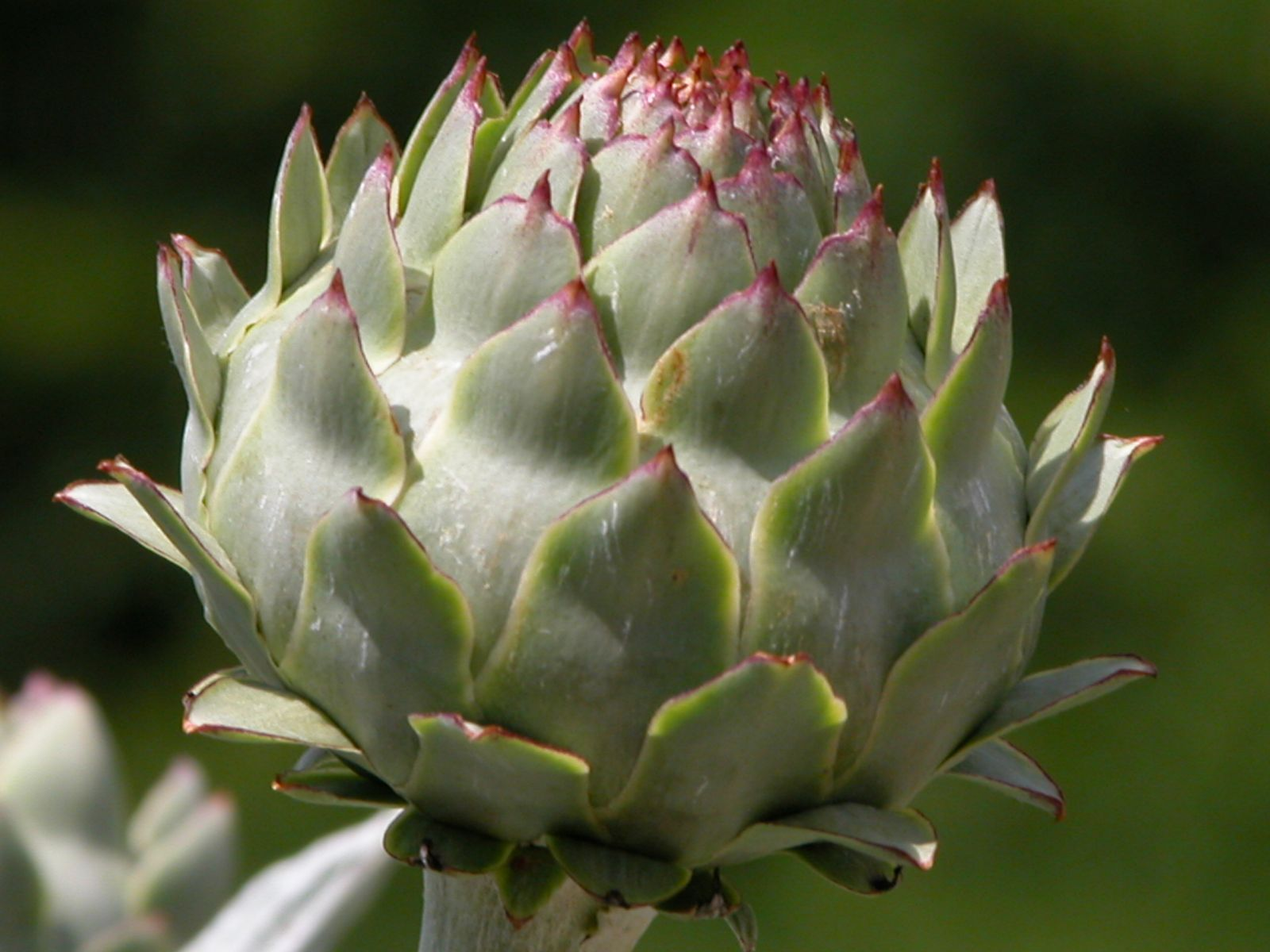
Їстівна квітка артишоку

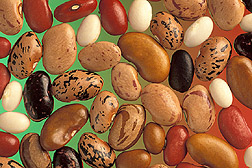
Боби різних сортів квасолі

Овочі можна класифікувати за різними критеріями, такими як біологічна класифікація, класифікація за частинами рослин, що споживаються, за періодом вирощування, за кольором, за походженням.

### За частинами рослин, що споживаються
Як вже вказувалося, овочами можуть бути різні частини рослин. Нижче наведені деякі приклади з величезного числа овочів:
- Суцвіття — броколі, цвітна капуста, артишок, каперси
- Насіння — кукурудза, горох, боби
- Листя — капуста, шпинат, ендивій, салат, цибуля порей, шніт
- Бруньки — брюссельська капуста
- Черешки листя — селера, ревінь (інколи вважається фруктом)
- Стебла, зазвичай молоді — спаржа, Кольрабі, бамбук, імбир
- Бульби, підземні пагони — картопля, солодка картопля, топінамбур, ямс
- Цілі рослини — соя, люцерна
- Коренеплоди — морква, пастернак, буряк, редиска, турнепс, лопух, дайкон
- Цибулини — цибуля, часник, шалот
- Плоди — огірок, ківано, кабачок, гарбуз, перець, баклажан, фізаліс, окра, плід хлібного дерева, авокадо
- Зелені стручки бобових — квасоля, горох, соя
- Плодові тіла грибів

### За життєвим циклом
Овочі можна також класифікувати за періодом розвитку рослин:
- Однорічні — помідор, огірок, гарбуз, кабачок, квасоля, горох
- Дворічні рослини — морква, пастернак, буряк, цибуля,
- Багаторічні — ревінь, спаржа

### За походженням
Предками культурних рослин є дикі форми, поширені в різних місцях земної кулі. У процесі еволюції зміни умов зовнішнього середовища постійно впливали на ріст і розвиток рослин, у яких під впливом природного і штучного доборів розвивалися цінні господарські ознаки.
Батьківщиною більшості овочевих культур є тропічні і субтропічні країни. З часом вони потрапляли на різні материки земної кулі і, пристосовуючись до нових умов середовища, поширювалися там. Саме цим пояснюється різноманітність видів, які різняться будовою, органами плодоношення тощо. У процесі господарської діяльності людина проводила добір культур з метою створення необхідних для використання продуктивних органів. Так, на думку Чарльза Дарвіна, культурні види капусти утворилися з диких форм листкових рослин, які ще й тепер трапляються на узбережжі Середземного моря і розрізняються будовою стебла та листя. Репродуктивні органи, квітки й суцвіття видів капусти майже однакові.
Плодові овочеві культури родини пасльонових, гарбузових та інших походять з тропічних країн. Це теплолюбні рослини з неоднаковими вимогами до вологості ґрунту, повітря та вмісту поживних речовин у ґрунті.
Визначення місць походження і дослідження умов, в яких вирощувалися родоначальні форми, дають змогу правильніше розробити технологію вирощування у різних ґрунтово-кліматичних умовах.
Академік М. І. Вавилов, вивчаючи закономірності поширення культур на земній кулі та вплив кліматичних факторів на їх формування, створив теорію центрів походження культурних рослин. Ця теорія здобула світове визнання. М. І. Вавилов виділив 8 центрів походження рослинних культур, серед яких овочеві культури займають домінуюче становище:
- китайський (гірська частина Центрального та Західного Китаю з прилеглими низинними районами), звідки походять цибуля-батун, пекінська капуста, ревінь, східна редька;
- індійський (Індія, Пакистан, М'янма) — деякі форми огірків, баклажанів, індійського салату;
- середньоазійський (Афганістан, Західний Тянь-Шань та північно-західна частина Індії) — часник, диня, морква, шпинат, редиска та ін.;
- близькосхідний (Мала Азія, Закавказзя, Іран, гірська частина Туркменістану) — салат, цибуля-порей, цибуля-ріпка (вторинний центр), петрушка (вторинний центр);
- середземноморський (узбережжя Середземного моря в Європі і Африці) — буряки столові, більшість видів капусти, каротинові сорти моркви, петрушка, цибуля-ріпка і цибуля-порей, часник (вторинний центр), селера, пастернак, кріп, спаржа, салат, артишок, ревінь, щавель, горох;
- абіссінський (Ефіопія) — цибуля-шалот, горох, боби;
- центрально американський (Південна Мексика і Центральна Америка з Антильськими островами) — квасоля, перець, кукурудза, мускатні гарбузи;
- південноамериканський (Перу, Еквадор, Болівія) — помідори, великоплідні гарбузи.

### За пігментами

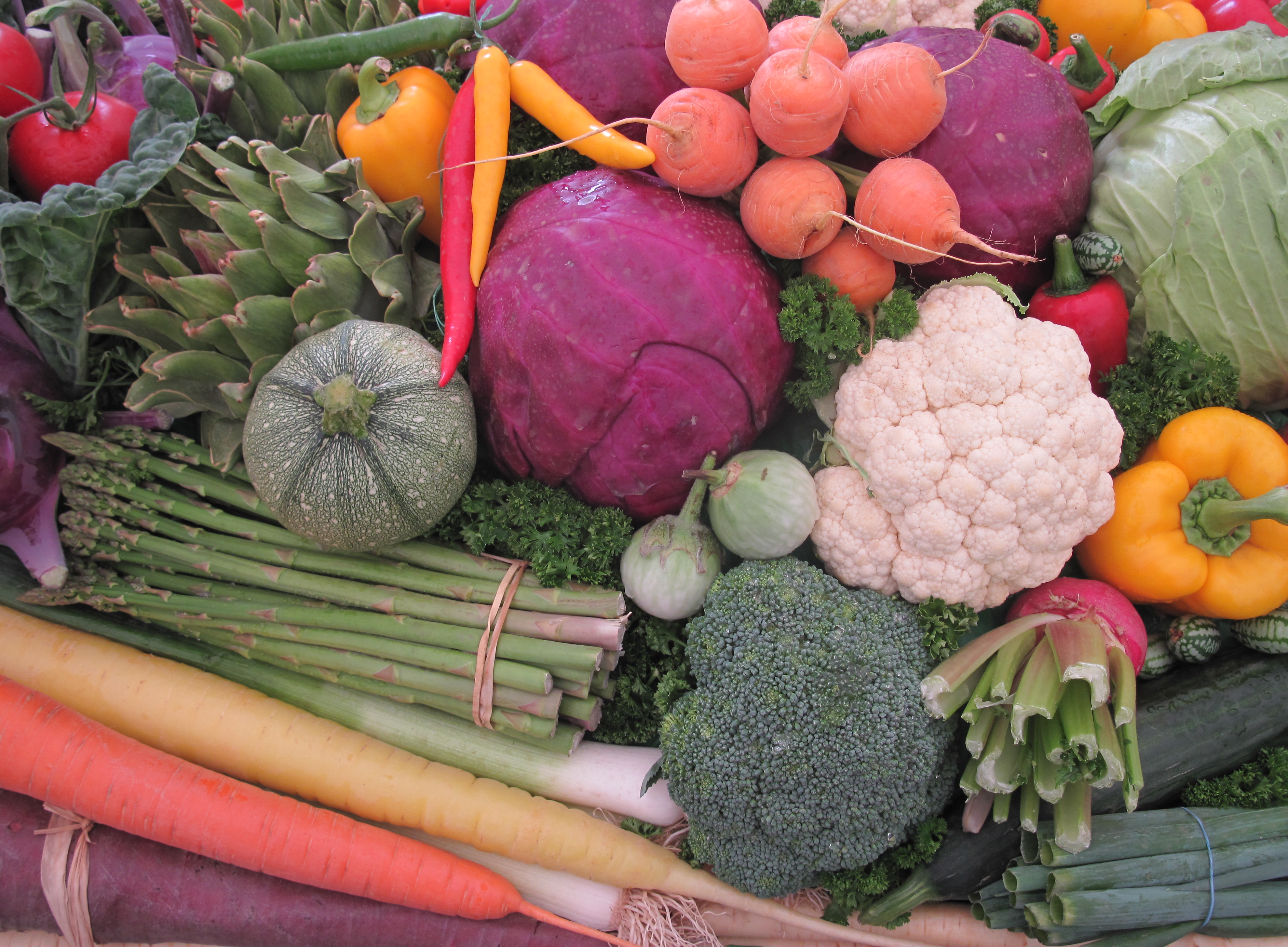
Різнобарвні овочі

Різноманітне забарвлення овочів зумовлене присутністю в них пігментів (барвників).
Зелений колір листків рослин обумовлений наявністю зелених пігментів хлорофілу. Завдяки вмісту пігменту хлорофілу щавель, шпинат, салат, зелений горошок мають зелений колір. Під час теплової обробки органічні кислоти клітинного соку вступають у реакцію з хлорофілом, утворюючи нову сполуку бурого кольору. Тому зелені овочі рекомендується варити при бурхливому кипінні у відкритому посуді, при цьому кислоти разом з парою води вивітрюються і колір овочів не змінюється. Колір залежить від рН, і змінюється на оливково-зелений в кислому середовищі, та на яскраво-зелений у лужному. Зелені овочі в основному містять вітаміни A, C, комплексу B, E і K, та мінерали такі як кальцій та залізо.
Жовтий/помаранчевий колір мають фрукти та овочі через присутність каротиноїдів, який також змінюється при готування їжі або змінірН. Ці овочі багаті на каротин, речовину, що сприяє утворенню вітаміну А.
Червоне/синє забарвлення деяких овочів і фруктів (наприклад, ожина та капуста червоноголова) пов'язане з наявністю антоціанів, які також чутливі до змін рН. При нейтральному рН — пігменти фіолетові, при кислому рН — червоні, і при лужному рН — сині. Ці пігменти розчинні у воді.

## Харчові властивості

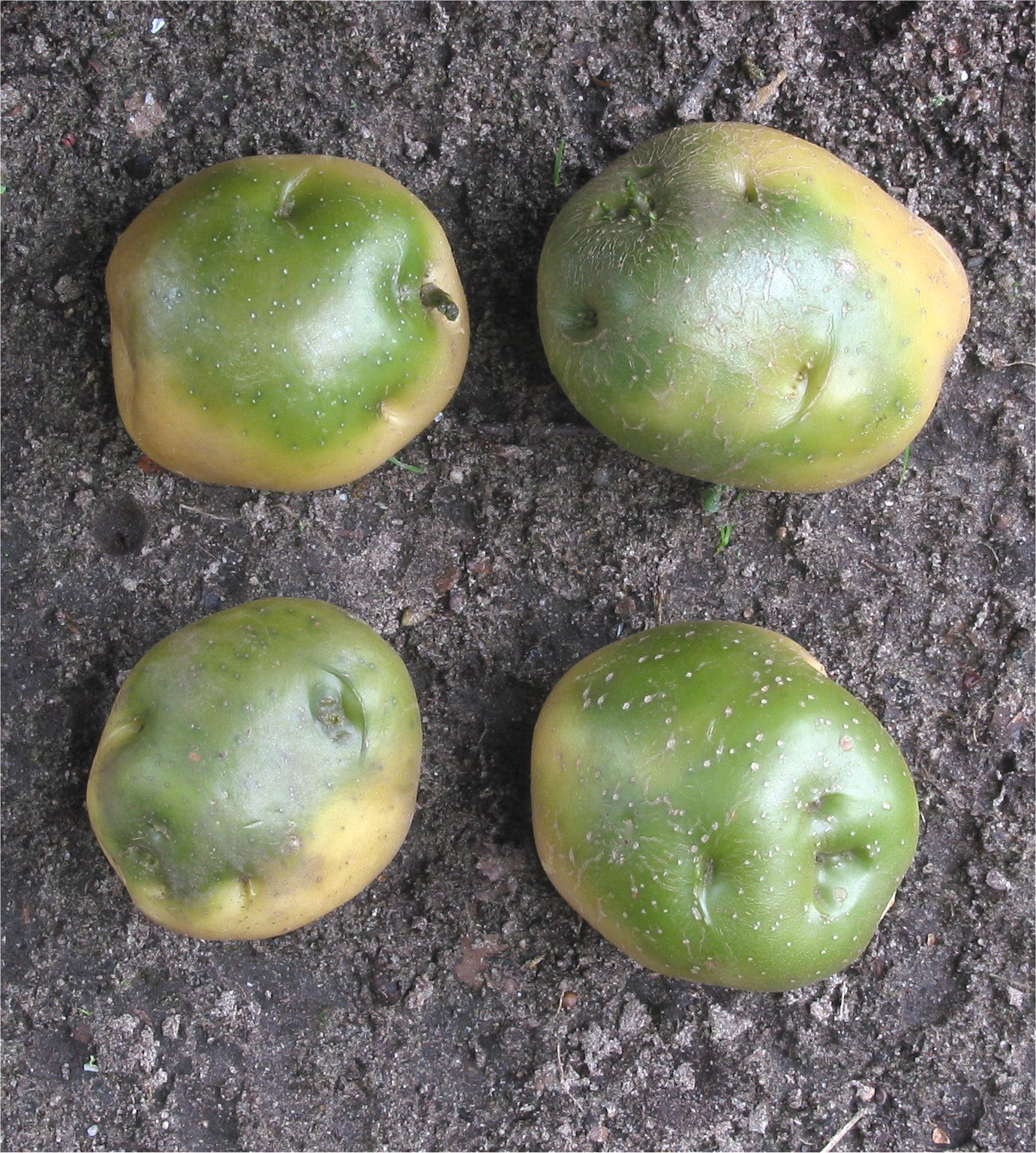
Позеленіла картопля містить токсичний соланін.

У кулінарії овочі широко використовують для приготування перших і других страв. Овочі споживають у різних формах як частину основного прийому їжі, а також як закуски, соуси і гарніри до страв з птиці, м'яса, риби. За вмістом поживних речовин різні види овочів значно відрізняються, але, як правило, вони містять мало білків або жирів, та у різних пропорціях вітаміни, такі як вітамін А, вітамін К і вітамін B6, а також мікроелементи та вуглеводи. Овочі містять велику різноманітність інших сполук, деякі з яких мають антиоксидантні, антибактеріальні, протигрибкові, антивірусні та протиракові властивості. Деякі овочі також містять клітковину, яка є важливим компонентом харчування людини. Овочі містять важливі поживні речовини, необхідні для здорової шкіри і волосся. Людей, які утримуються від споживання молочних і м'ясних продуктів, і їдять тільки рослинну їжу (у тому числі овочі) називають вегетаріанцями.
Тим не менш, овочі часто містять токсини і шкідливі речовини, такі як соланін, чаконін, ферментативні інгібітори (холінестеразу, протеазу, амілазу та ін.), ціаніди та лінамарін, щавлеву кислоту та багато інших. Залежно від концентрації цих сполук можуть знижуватися смакові якості, харчова цінність і користь для здоров'я. Кулінарна обробка може усунути або зменшити кількість шкідливих речовин.
Гострий і гіркий смак цибулі, хріну, редьки, редиски зумовлений вмістом у них глікозидів. У великих кількостях глікозиди отруйні. Бульби картоплі, зелені томати, баклажани містять отруйний глікозид соланін, хрін — синігрин.
Дієта, яка містить у рекомендованих кількостях фрукти та овочі може допомогти знизити ризик хвороби серця і цукрового діабету 2-го типу. Такі дієти також можуть захистити від деяких видів раку і зниження втрати кісткової маси.

## Корисність овочів
Овочі — основне джерело вітаміну С (капуста, картопля, перець, петрушка, зелена і ріпчаста цибуля), каротину (морква, помідори), вітамінів груп К, Е (зелені листяні овочі) і В (бобові, капуста), а також мінеральних речовин (0,2-2 %), зокрема солей калію, кальцію, натрію, фосфору, заліза.
Овочі багаті на вуглеводи, які містяться у вигляді цукрів (цукрози, фруктози, глюкози), крохмалю, клітковини, інуліну. Вміст цукрів коливається від 0,2 до 11 %. Багато сахарози в буряках (11 %), фруктози в кавунах (5,6-11 %), глюкози в моркві, динях. Крохмаль міститься в картоплі (до 25 %), зеленому горошку (5-6,9 %), цукровій кукурудзі (4-10 %), в інших овочах його зовсім немає або є в незначних кількостях. Інулін міститься в значній кількості (до 20 %) у топінамбурі, часнику, корені цикорію.
Високим вмістом азотистих речовин вирізняються бобові (2,4-6,5 %), капустяні (1,8-4,8 %) і шпинатні (1,5-3 %) овочі.
Свіжі овочі містять від 70 до 90 % води. Більша частина її перебуває у вільному стані, менша (18-20 %) — у зв'язаному. Найбільша кількість води в огірках, томатах, салаті, капусті, менше її у коренеплодах і бульбоплодах.

## Кулінарне призначення овочів
Капустяні овочі
- Білокачанна капуста — призначення: рання капуста — салати, для припускання і для супів; середньо- або пізньозрілі — призначення: салати, супи, капустяний фарш, капустяні котлети; голубці та шніцелі.
- Червонокачанна капуста — призначення: для салатів і тушкування.
- Савойська капуста — призначення: для салатів і тушкування.
- Кольрабі — призначення: для салатів, припускання, тушкування, для супів.
- Брюссельська капуста — призначення: для супів, відварювання, запікання, для салатів.
- Капуста цвітна — призначення: для супів і для других страв.
- Броколі — призначення: для супів і для других страв.
- Капуста листяна — призначення: для приготування супів, овочевих страв, салатів.
- Капуста пекінська — призначення: для салатів, супів, овочевих страв.
- Капуста китайська — призначення: для салатів та оформлення страв.

Цибулеві овочі
- Цибуля ріпчаста гостра — призначення: як приправа для м'ясних та рибних смажених страв, а також для заправляння супів.
- Цибуля ріпчаста слабкогостра та солодка — призначення: для салатів, вінегретів, а також для пасерування.

Гарбузові овочі
- Гарбуз — призначення: для приготування других страв (тушкованих, смажених).
- Кабачок — призначення: для приготування других страв, фарширування.
- Огірок — призначення: для салатів, супів, других страв.

Томатні овочі
- Помідори — призначення: для салатів, для гарнірів, для фарширування, для запікання.
- Баклажан — призначення: для других страв, для фарширування, для смаження і запікання.
- Перець солодкий — призначення: для салатів, для супів, для фарширування, для других страв.

Салатні, шпинатні овочі та пряна зелень
- Салат, Шпинат, Щавель, Зелена цибуля, пряна зелень — призначення: для холодних страв і закусок, для супів, для других страв
- Ароматична зелень (Кріп, Петрушка, Базилік та ін.) — призначення: для салатів, супів, других страв, холодних страв та закусок.

Десертні овочі
- Спаржа біла — призначення: для соусів, супів-пюре, відварених страв із соусами.
- Зелена спаржа — призначення: для гарнірів.
- Ревінь — призначення: для солодких страв, начинки для пирогів

## Вирощування
Овочівництво — галузь сільського господарства, що займається виробництвом овочевої і баштанної продукції, розробленням та вдосконаленням технологій вирощування овочевих і баштанних культур у відкритому і закритому ґрунті, їх селекцією та насінництвом (включає також, грибівництво).
Україна поряд з Росією, Білоруссю, США та Канадою належить до держав, які в майбутньому стануть основними виробниками продовольства у світі, зокрема овочів.
Україна входить у першу десятку світових лідерів за валовим виробництвом овочевої і баштанної продукції, а у розрахунку на душу населення займає дев'яте місце у світі. Проте серед 20-ти передових країн світу Україна посідає 18-те місце за рівнем урожайності. Генетичний потенціал вітчизняних сортів і гібридів використовується лише на 30 відсотків[джерело?].

## Зберігання
Правильне зберігання врожаю спрямоване на довгострокове споживання та забезпечення придатності овочів та фруктів. Всі овочі краще зберігаються при умові правильного догляду після збору врожаю.

### Промислове зберігання овочів
Мета зберігання овочів —— створення оптимальних умов, що запобігають псуванню і втрату маси плодів. На збереження впливають умови вирощування, дотримання режиму зберігання, природні властивості овочів.
Картоплю і овочі зберігають в сховищах двох видів: простих (бурти і траншеї)та у спеціалізованих (стаціонарних). Картопля перед закладанням на зберігання повинна пройти лікувальний період (у стаціонарних сховищах). У простих сховищах зберігають картоплю, коренеплоди, капусту. Недоліком простих сховищ є неможливість регулювання температури і вологості, проведення спостереження за якістю продукції, що зберігається. Для покращання умов зберігання використовують активне вентилювання буртів. Температуру під час зберігання в простих сховищах підтримують в межах 2—3°С.
У стаціонарних сховищах температуру, відносну вологість повітря і газове середовище регулюють. Газове середовище створюють методом внутрішньої генерації (за рахунок дихання овочів, закладених на зберігання) або зовнішньою генерацією (подача в герметичне сховище вуглекислого газу або азоту).
Сховища бувають одноповерхові і багатоповерхові, з різних будівельних матеріалів, надземні і підземні, як правило механізовані. За способом регулювання повітряного потоку вони бувають з природним і штучним охолоджуванням. Природну вентиляцію приміщення здійснюють через дверні отвори, люки, проте не це забезпечує надійного зберігання овочів. При примусовій вентиляції холодне або тепле повітря подається в сховища вентиляторами.
Активна вентиляція — продування повітря при певній температурі і вологості. Повітря проходить через товщу овочів, омиваючи бульби і коренеплоди. Це дозволяє просушувати продукцію і одночасно проводити так званий лікувальний період, в результаті якого заліковуються механічні пошкодження овочів. Зберігання овочів в умовах активного вентилювання дозволяє подовжити терміни, зменшити втрати від загнивання, збільшити висоту насипу картоплі.
Активне вентилювання овочів проводять при контейнерному зберіганні, що дозволяє зменшити втрати товарної маси приблизно на 8 %. Коренеплоди зберігають в ящиках, засіках або на стелажах. Добрі результати дає зберігання овочів в поліетиленових мішках із застосуванням дифузорних вставок. При зберіганні моркву пересипають піском, торфом, крейдою. Найкращими умовами для зберігання коренеплодів є температура 0—1°С і відносна вологість повітря 90—98 %.
Капусту зберігають при такій же температурі і вологості повітря, що і коренеплоди, сорти середньопізні і зимові укладають у вигляді піраміди.
Цибулю і часник зберігають на стелажах шаром не більше 1 м, а також в ящиках і контейнерах. Цибулю і часник перед закладанням на зберігання добре просушують при температурі 30—35°С. Добрі результати дає зберігання парафінованого часнику.
Овочеву зелень зберігають обмежений термін при температурі не вище 0°С і високій відносній вологості повітря — до 97 %. Продовжує терміни зберігання зелені упаковка в поліетиленові пакети з додаванням сухого льоду.
Плодові овочі довго не зберігаються. Краще зберігаються гарбузи, кавуни і дині. Температура їх зберігання повинна бути в межах 0—2°С, для гарбуза — до 12°С, відносна вологість повітря — до 90 %.

### Зберігання овочів у хатніх умовах
Багато коренеплодів і не тільки, зберігають протягом зими в підвалі або іншому аналогічному прохолодному, темному і сухому місці, щоб запобігти плісняві, позеленінню та проростанню. При правильному зберіганні овочі не втрачають корисних властивостей до ранньої весни.
Під час зберігання листові, черешкові овочі та плоди (помідори, огірки, перець тощо) втрачають вологу та вітамін С. Вони повинні зберігатися на короткий час у прохолодному місці, в щільно закритій тарі або у поліетиленовому пакеті у холодильнику.
Овочі та фрукти можна зберігати й іншим чином: засушувати, заморожувати, засолювати, маринувати, квасити або консервувати.

## Оброблення
Технологічний процес обробки овочів складається з таких послідовних операцій: сортування й калібрування, миття, обчищання, промивання й нарізування.
Сортування й калібрування сприяють раціональному використанню овочів для приготування страв, зменшують кількість відходів при механізованій обробці. При сортуванні видаляють пошкоджені овочі, сторонні домішки. Калібрують овочі за розміром, ступенем достигання, якістю. Ці операції в основному здійснюють вручну. На великих переробних
підприємствах калібрують на калібрувальних машинах.
Миють овочі з метою видалення з поверхні їх залишків землі і піску, збільшення строків експлуатації обладнання для чистки, раціонального використання відходів. Миють овочі в овочемийних машинах або вручну у ваннах з решітчастим настилом.
Обчищають овочі з метою видалення тих частин, що мають понижену харчову цінність (шкірочка, плодоніжка). Обчищають їх, наприклад, у картоплечистках або обпалюють у термоагрегатах при температурі 1100…1200°С протягом 6…12 с, чи обчищають вручну ножами.
Промивають обчищені овочі в холодній воді (у ваннах), щоб видалити залишки шкірки, піску.
Нарізують (подрібнюють) овочі для того, щоб надати їм певної форми. Крім того, це сприяє рівномірному прогріванню й одночасному доведенню до готовності різних видів овочів, які підлягають тепловій обробці сумісно, покращує зовнішній вигляд і смак страви.

## Стандартизація
Існує низка міжнародних стандартів (ISO), що регламентують вимоги до фруктів і овочів.

## Галерея

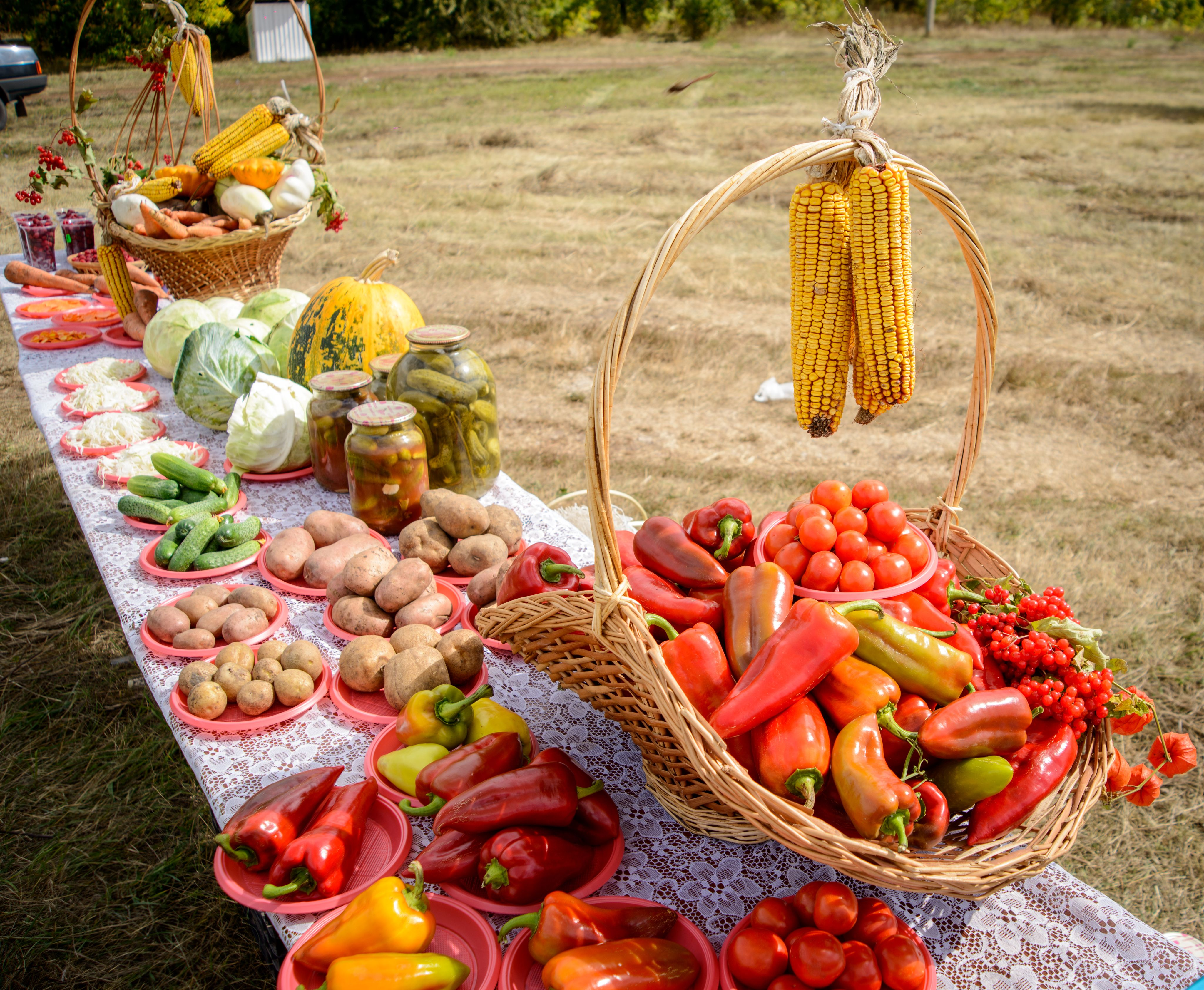
Овочі з городу на ярмарку під час етнографічного фестивалю «Свіччине весілля» у 2016 році в Березовій Рудці
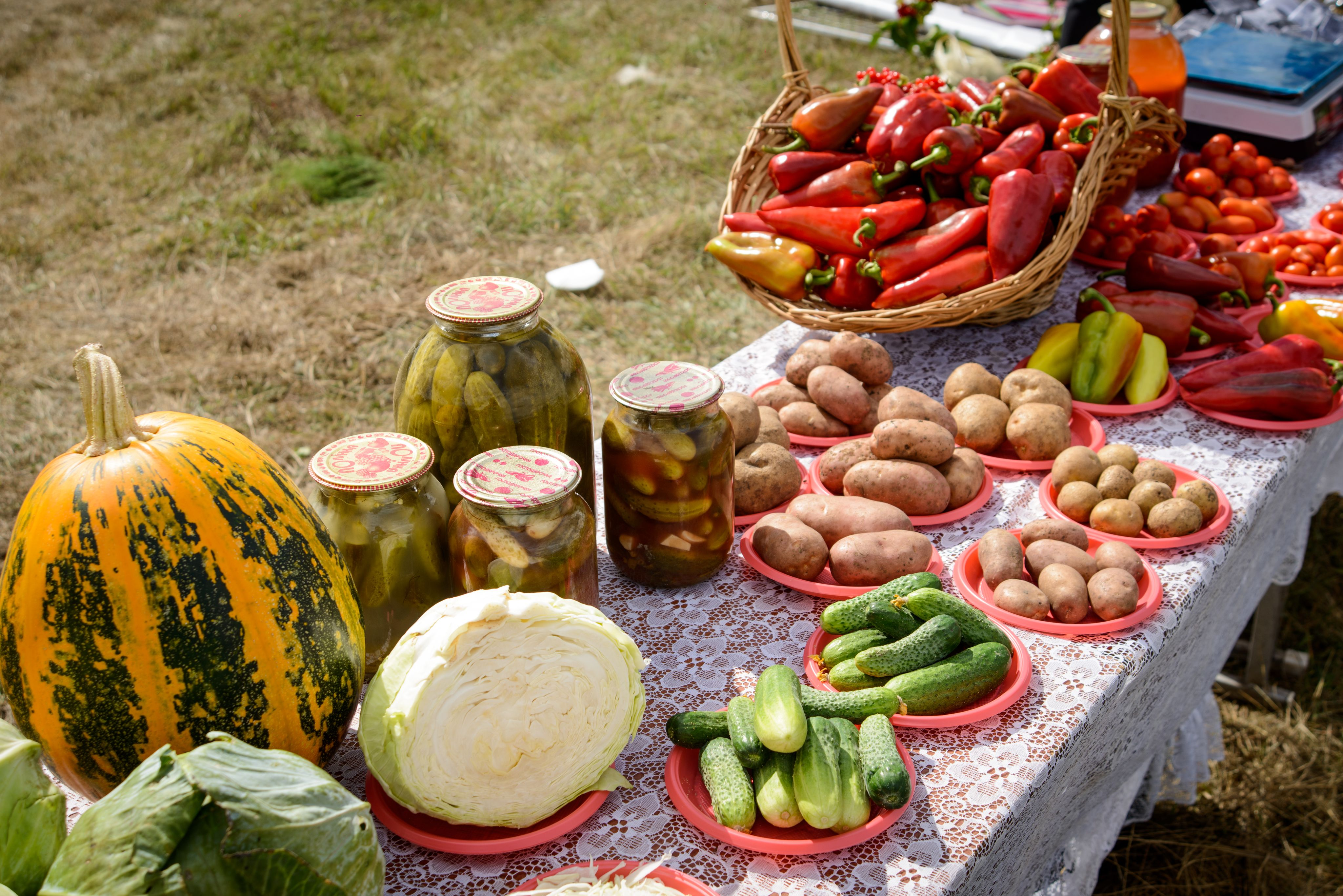
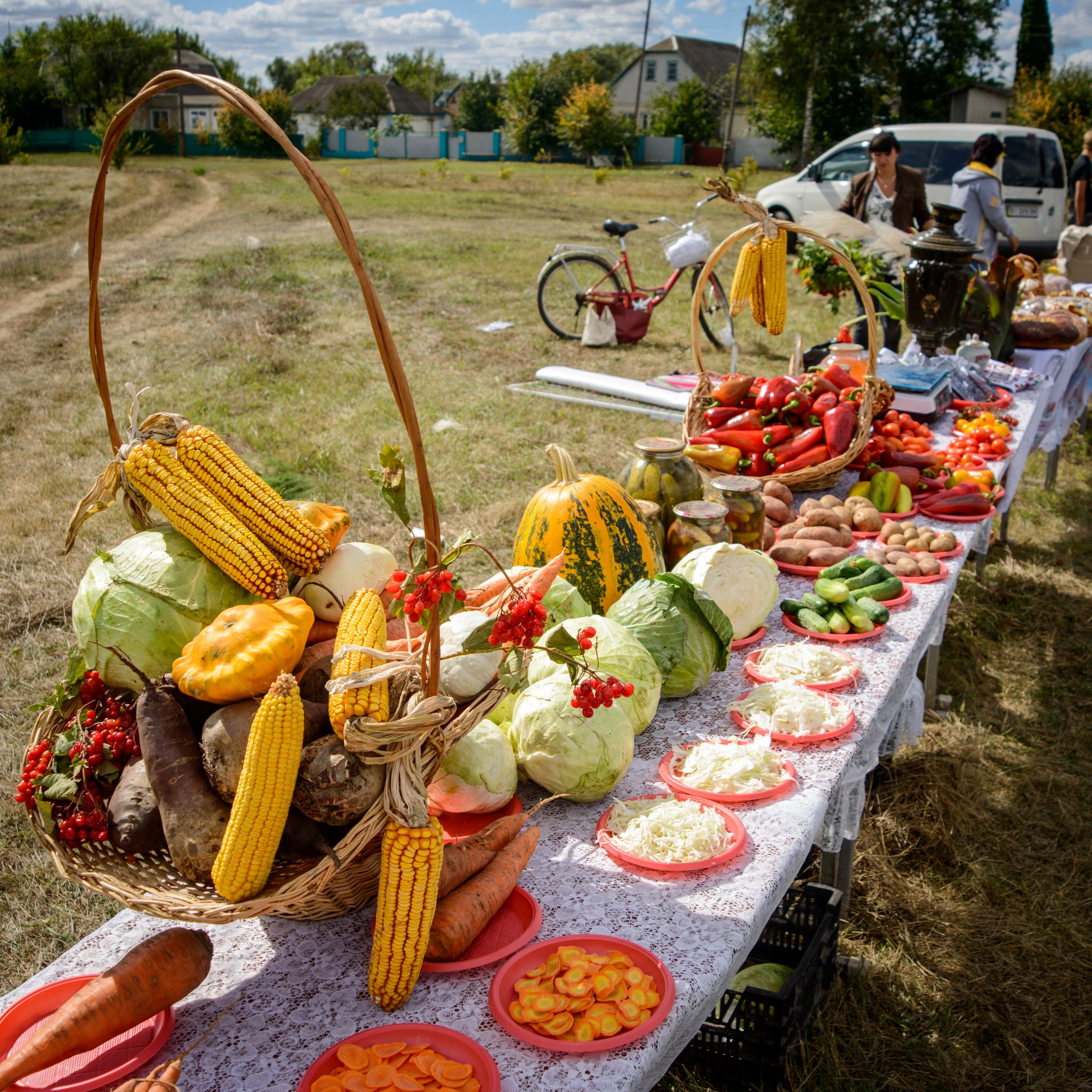
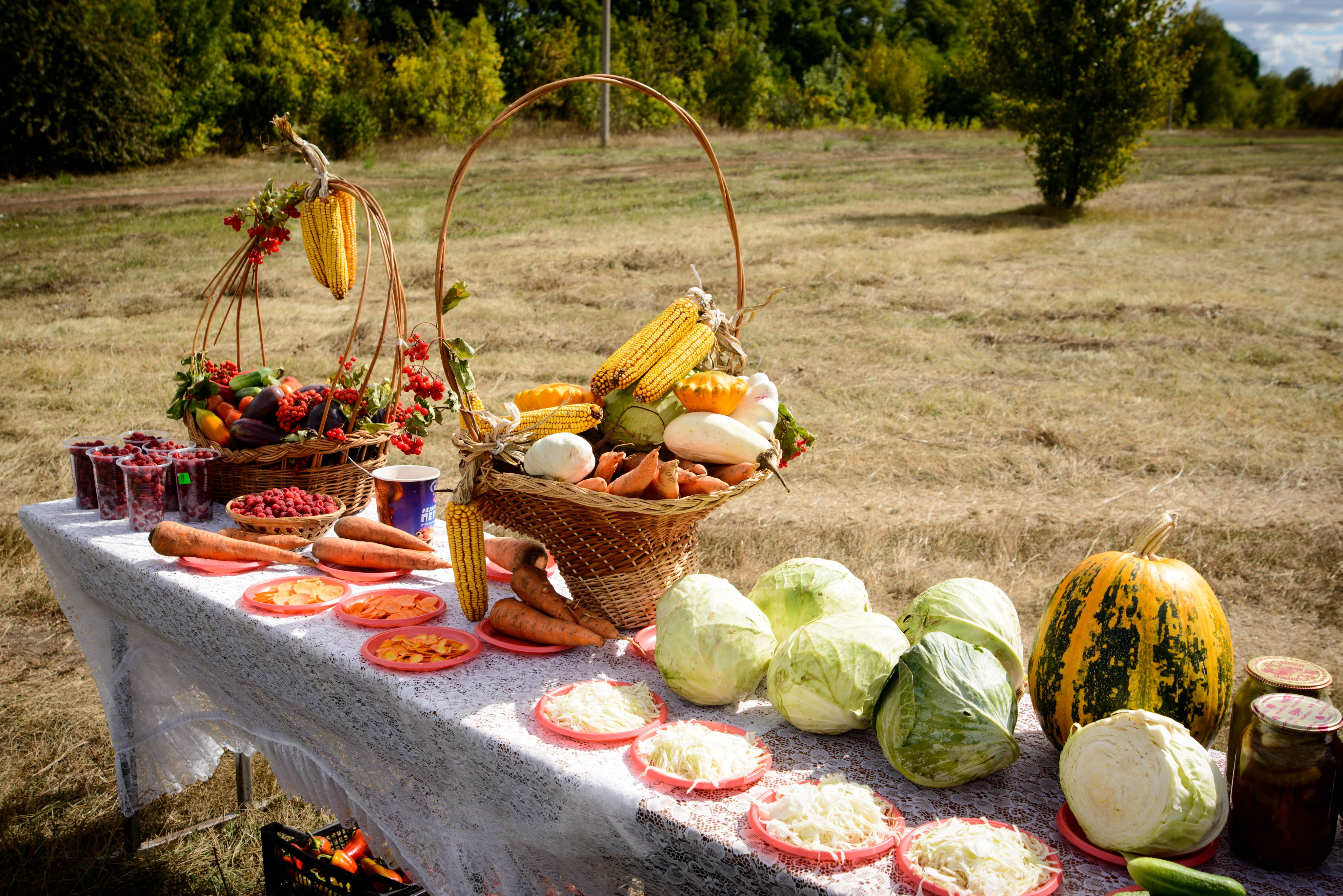
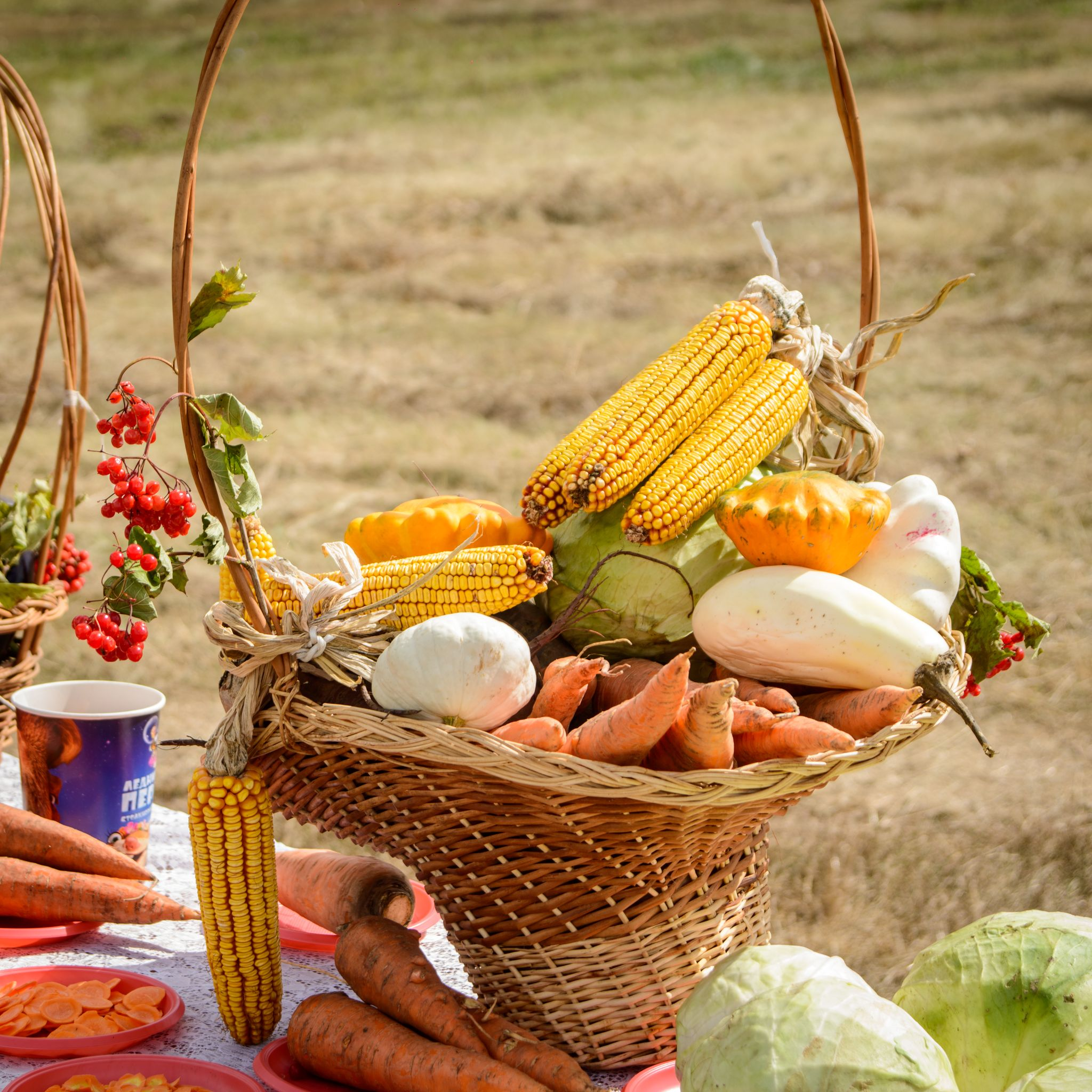
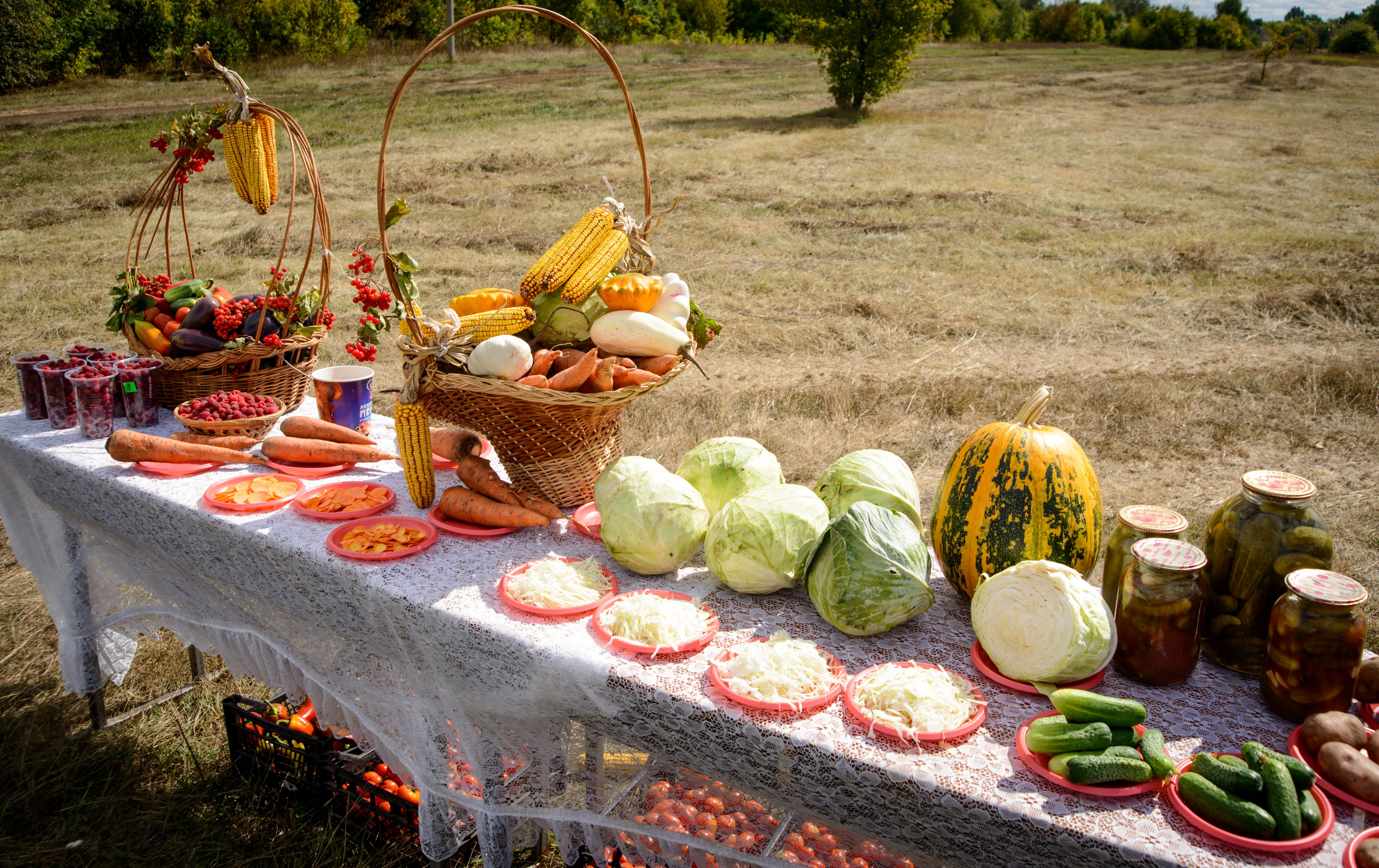
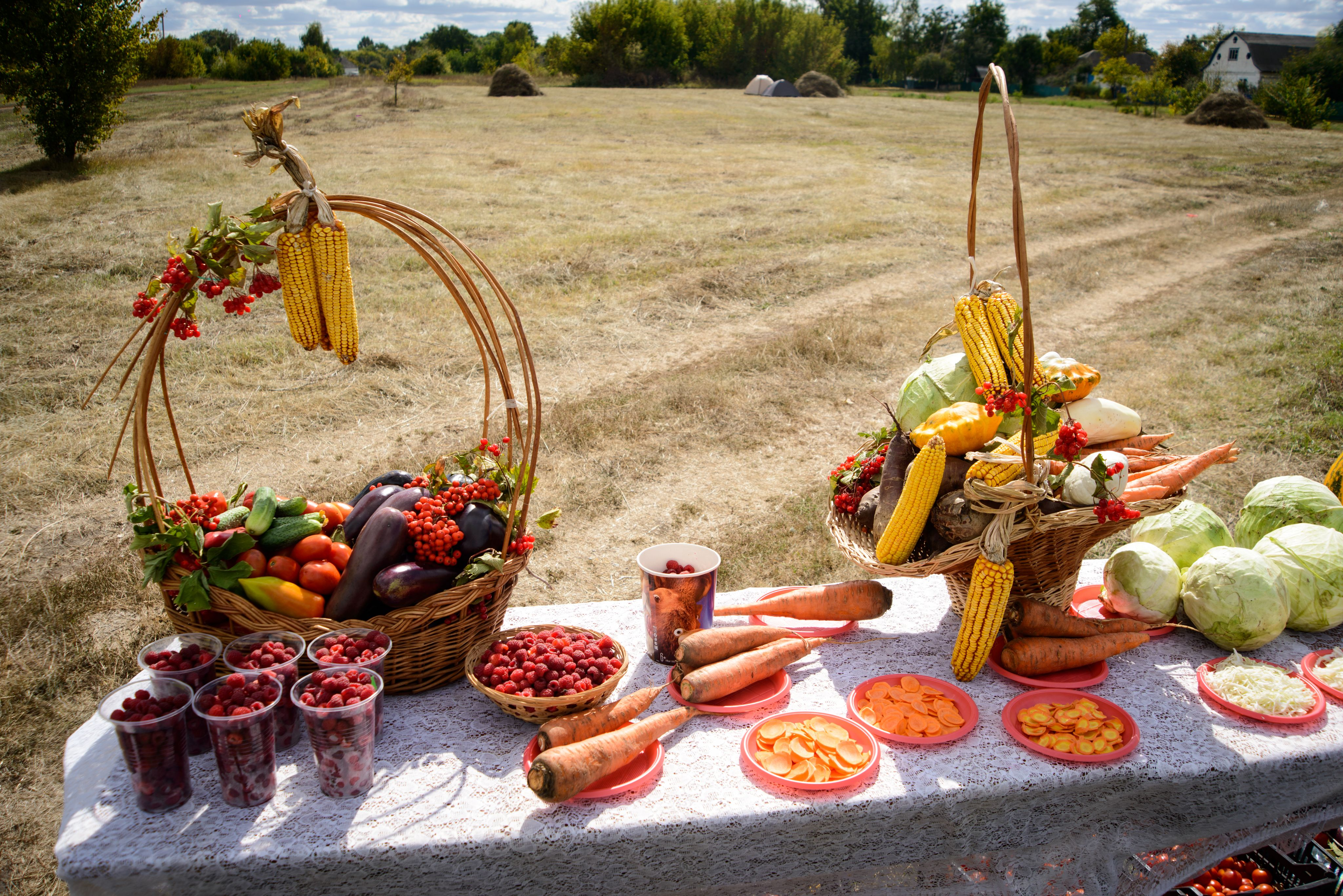